# La Fleur blanche
La Fleur blanche fue una famosa maison close (burdel) en la ciudad de París, localizada en 6 rue des Moulins en el I Distrito de París. La propiedad era también conocida como rue des Moulins y era famosa su habitación de tortura para sesiones sadomasoquistas.

## Historia
El edificio era originalmente la casa de un financiero de la época de la regencia, y se convirtió en burdel en 1860 durante el Segundo Imperio. Era uno de los más lujosos burdeles de París. Su clientela incluía reyes, príncipes, miembros de la aristocracia, y numerosos jefes de Estado. El burdel era reconocido por sus extremadamente lujosos dormitorios, cada cual según un tema propio; por ejemplo, uno de estilo morisco, otro era ducal, etc.
Durante la ocupación alemana, La Fleur blanche, como varios otros burdeles de lujo parisinos, fue requisado para el uso de los oficiales alemanes, para impedir contactos con la población local. El servicio de salud de la Wehrmacht era responsable de organizar el control sanitario de estos establecimientos. El capitán Haucke, comisario de la Geheime Feldpolizei, era responsable de gestionar la prostitución en París.
En 1946, tras la adopción de la «Ley Marthe Richard», el burdel tuvo que cerrar. Los contenidos fueron subastados por Maurice Rheims.

## Trabajos de Toulouse-Lautrec
La Fleur blanche era notablemente frecuentado por Toulouse-Lautrec (donde tenía una habitación, según la leyenda), que era apodado The Coffee Pot (El pocillo) por las chicas, debido a su pequeña estatura.
El artista pintó Griserie: la belle inconue en una pared del burdel. El burdel también le dio inspiración para cuarenta pinturas y dibujos, incluyendo Salon de la Rue des Moulins (1894), El sofá (1894) y Ces dames au réfectoire (1893).
También pintó a las prostitutas del "Rue des Moulins" en el momento de una inspección médica la cual estaban obligadas a pasar regularmente. En Inspección médica rue des Moulins (1894), dos chicas levantan sus camisas en preparación para el examen. Un médico era enviado para efectuar este examen médico semanal en condiciones deplorables de higiene, examinándolas con un espéculo no desinfectado de uso único.
| Salon de la rue des Moulins (1894)  |
| Salon de la rue des Moulins (1894). |

| Inspection médicale rue des Moulins (1894) |
| Inspección médica rue des Moulins (1894).  |

| Le Blanchisseur de la Maison (1894) |
| El lavandero de la Maison (1894).   |

| Ces dames au réfectoire (1893)  |
| Ces dames au réfectoire (1893). |

| El Sofá (1894-1896)  |
| El sofá (1894-1896). |

## Cama de La Païva
La Fleur blanche incluía una lujosa cama tallada de caoba. Se dice que había sido encargada por la cortesana La Païva, pero nunca fue entregada. En cambio acabó en La Fleur blanche. La cama fue subastada en 2017 por Sotheby's con un precio de salida de £500,000 - £800,000. Sotheby describe la cama así:
"Una excepcional cama tallada de caoba en la forma de una barca con figura de concha sobre la que se asienta la figura de una sirena con dos colas, tallada en redondo, está sentada, su brazo derecho levantado; la concha con molduras acanaladas y tallada con rollos de pergamino y conchas marinas estilizadas, dos cisnes guían la barca a cada lado. 210cm. Alto, 302cm. Ancho, 210cm. Profundidad."